# 箱崎宮前駅
箱崎宮前駅（はこざきみやまええき）は、福岡県福岡市東区馬出四丁目にある福岡市地下鉄箱崎線の駅である。駅番号はH05。
駅のシンボルマークは福岡市出身のグラフィックデザイナー、西島伊三雄がデザインしたもので、筥崎宮の大鳥居である。
ここではほぼ同位置に存在した西日本鉄道（西鉄）宮地岳線の箱崎浜駅（はこざきはまえき）についても併せて取り上げる。
貝塚駅が管理し、JR西日本中国メンテック福岡支店が駅業務を受託する業務委託駅である。

## 歴史
- 1924年（大正13年）7月13日：博多湾鉄道汽船の箱崎宮前駅（仮）が開業。
- 1927年（昭和2年）4月11日：箱崎宮前駅が仮駅から恒常駅に。
- 1942年（昭和17年）9月19日：博多湾鉄道汽船が九州電気軌道（のちの西日本鉄道）に合併。同社の宮地岳線の駅となる
- 1954年（昭和29年）3月5日：福岡市内線の電停となる（正式な路線名は宮地岳線のまま）。同時に箱崎浜駅に改称。
- 1979年（昭和54年）2月11日：福岡市内線全廃に伴い、廃止。
- 1983年（昭和58年）9月12日：福岡市地下鉄2号線の駅名決定。当初の仮称は「箱崎駅」。
- 1986年（昭和61年）1月31日：市営地下鉄の箱崎宮前駅開業[1]。旧駅より200mほど東に移動。
- 2004年（平成16年）7月1日：業務委託駅となる[3]。

## 駅構造
- 地下2階に島式ホーム1面2線を持つ地下駅である。
- 筥崎宮最寄り駅であるため、大祭時の混雑に対応する目的で臨時出札口、臨時改札口（有人）がある。2008年の放生会で利用された。ただ交通系ICカード等の利用に対応していないため、今後改札として使用される可能性はほぼ無いが、災害発生時の避難経路及び消防隊の進入路として活用する可能性を考慮し、撤去はしない方針である[4]。

| 地階    | 出入口                       | 出入口                                          |
| 地下1階 | コンコース階                 | コンコース、案内所、自動券売機、自動改札口      |
| 地下1階 | コンコース階                 | トイレ（改札内）                                |
| 地下2階 | 1番ホーム                    | ■箱崎線 貝塚方面（箱崎九大前駅）→               |
| 地下2階 | 島式ホーム、右側のドアが開く |                                                 |
| 地下2階 | 2番ホーム                    | ←■箱崎線 中洲川端・姪浜方面（馬出九大病院前駅） |

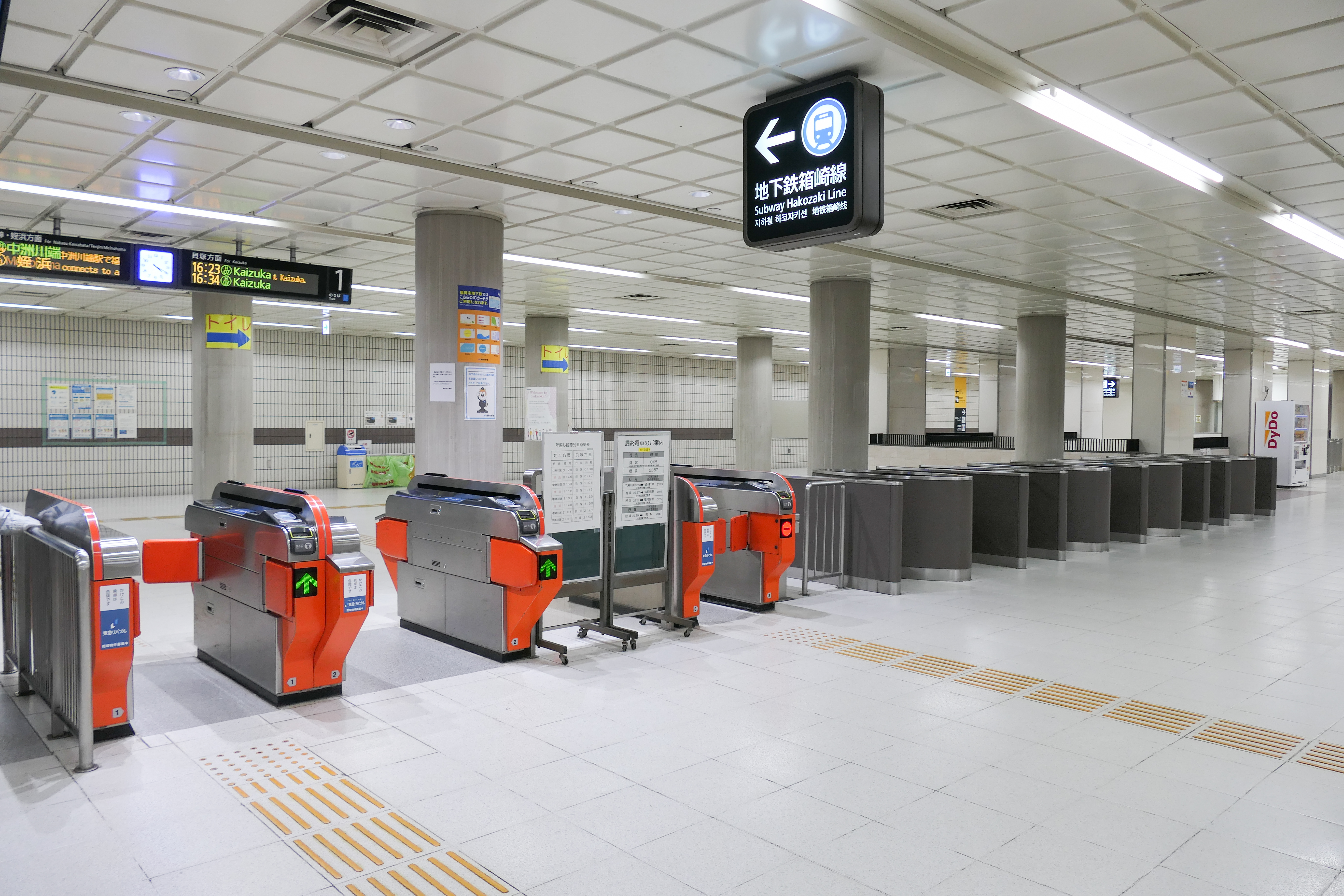
臨時の有人改札を併設した改札口（2022年12月）
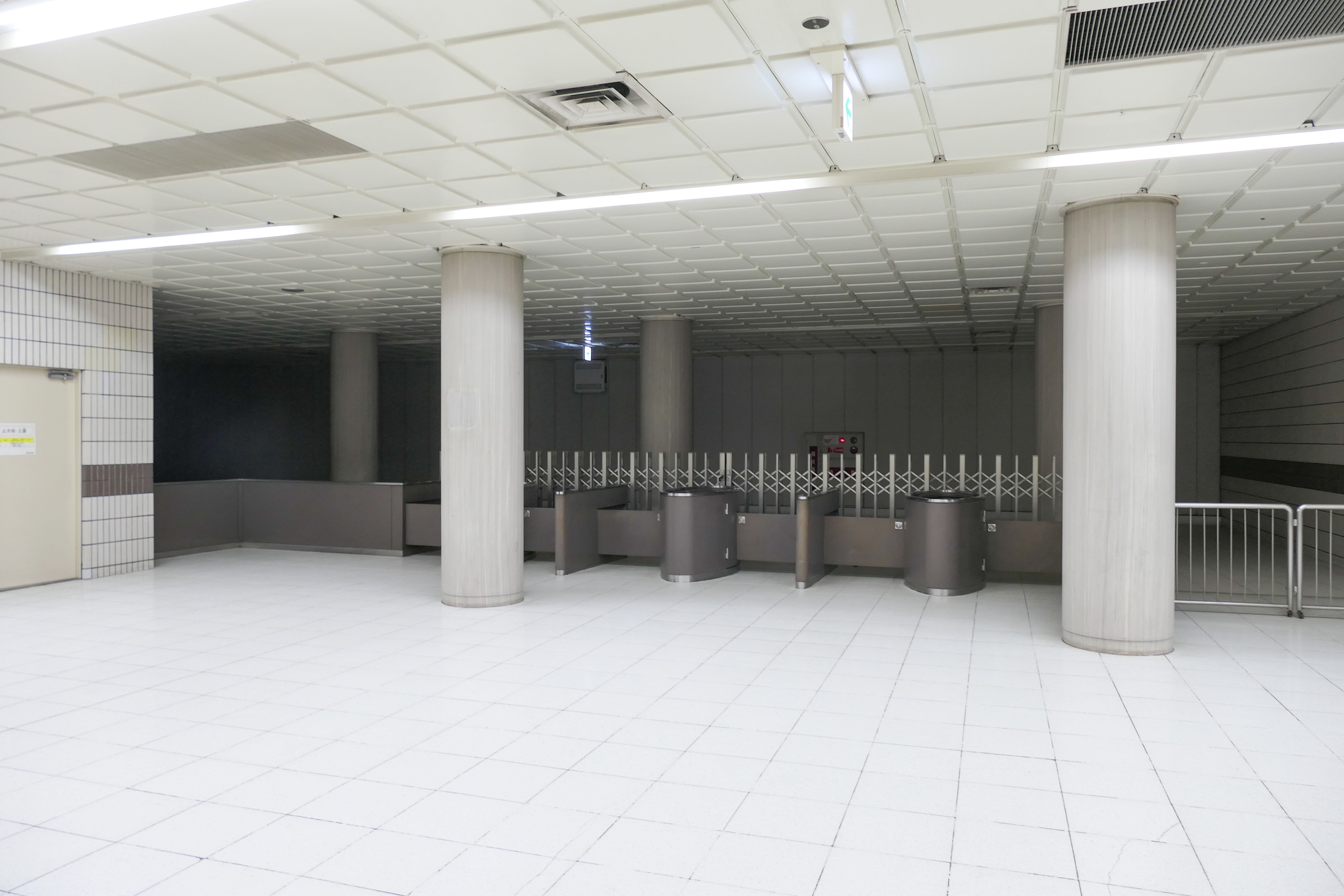
臨時出札口（2022年12月）
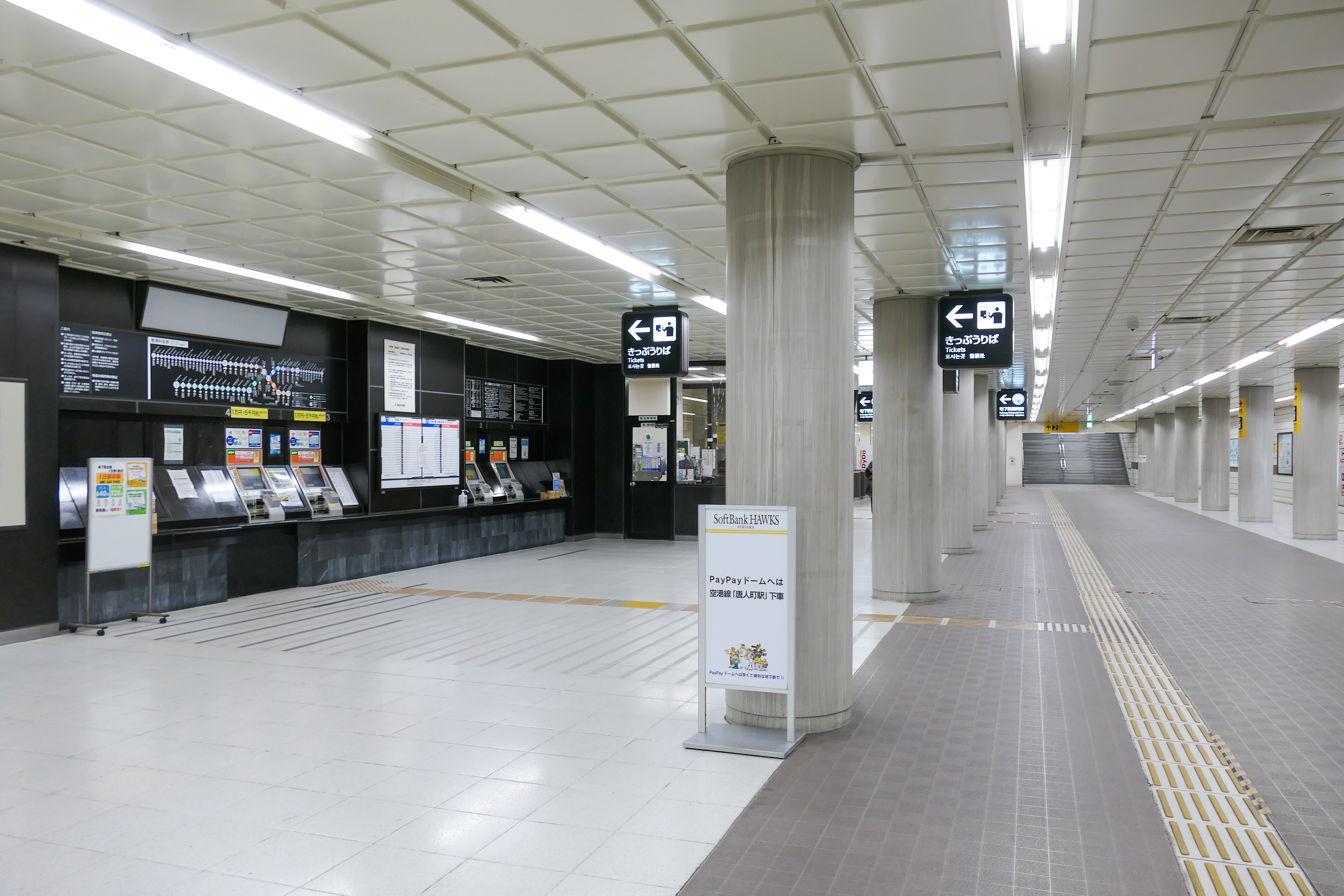
コンコース・切符売り場（2022年12月）
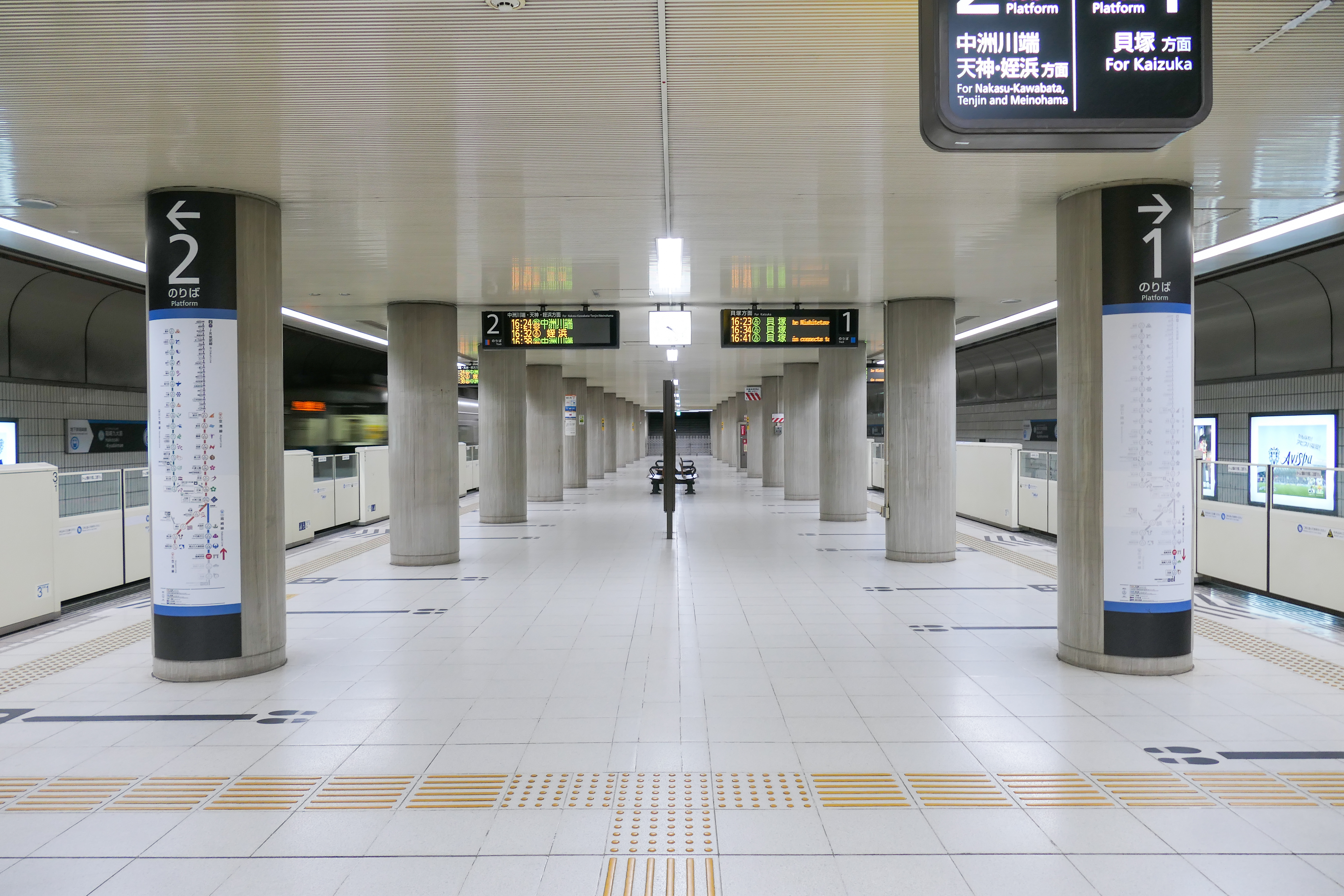
ホーム（2022年12月）
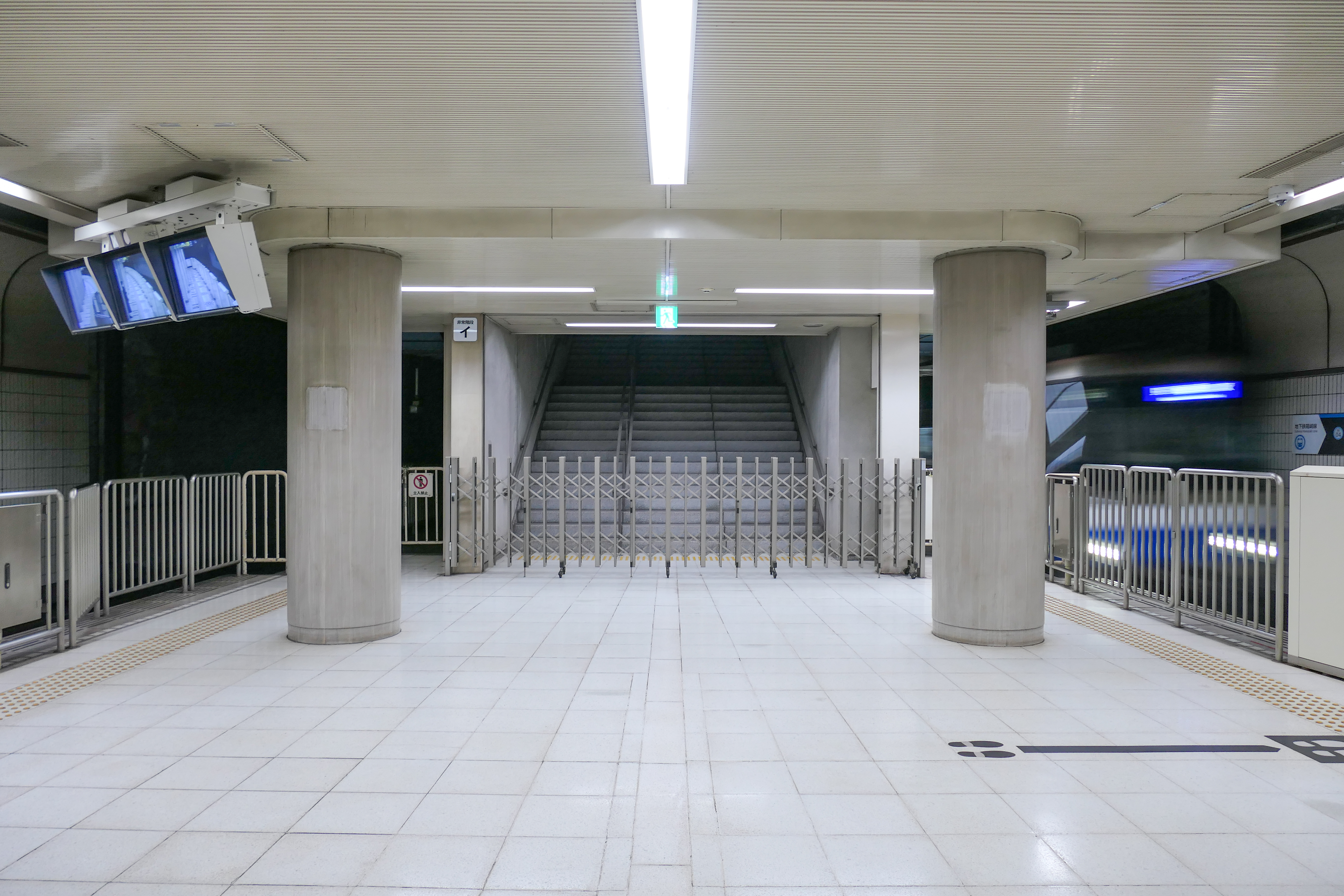
臨時出札口への階段。通常は封鎖されている（2022年12月）

## 利用状況
2023年度の1日平均乗車人員は4,269人である。
近年の1日平均乗車人員の推移は下表のとおりである。
| 年度               | 1日平均 乗車人員 |
| ------------------ | ---------------- |
| 2001年（平成13年） | 2,644            |
| 2002年（平成14年） | 2,663            |
| 2003年（平成15年） | 2,608            |
| 2004年（平成16年） | 2,669            |
| 2005年（平成17年） | 2,534            |
| 2006年（平成18年） | 2,567            |
| 2007年（平成19年） | 2,870            |
| 2008年（平成20年） | 3,049            |
| 2009年（平成21年） | 2,941            |
| 2010年（平成22年） | 3,036            |
| 2011年（平成23年） | 3,382            |
| 2012年（平成24年） | 3,323            |
| 2013年（平成25年） | 3,580            |
| 2014年（平成26年） | 3,920            |
| 2015年（平成27年） | 3,807            |
| 2016年（平成28年） | 4,111            |
| 2017年（平成29年） | 4,262            |
| 2018年（平成30年） | 4,580            |
| 2019年（令和元年） | 4,549            |
| 2020年（令和02年） | 3,089            |
| 2021年（令和03年） | 3,280            |
| 2022年（令和04年） | 3,908            |
| 2023年（令和05年） | 4,269            |

## 駅周辺

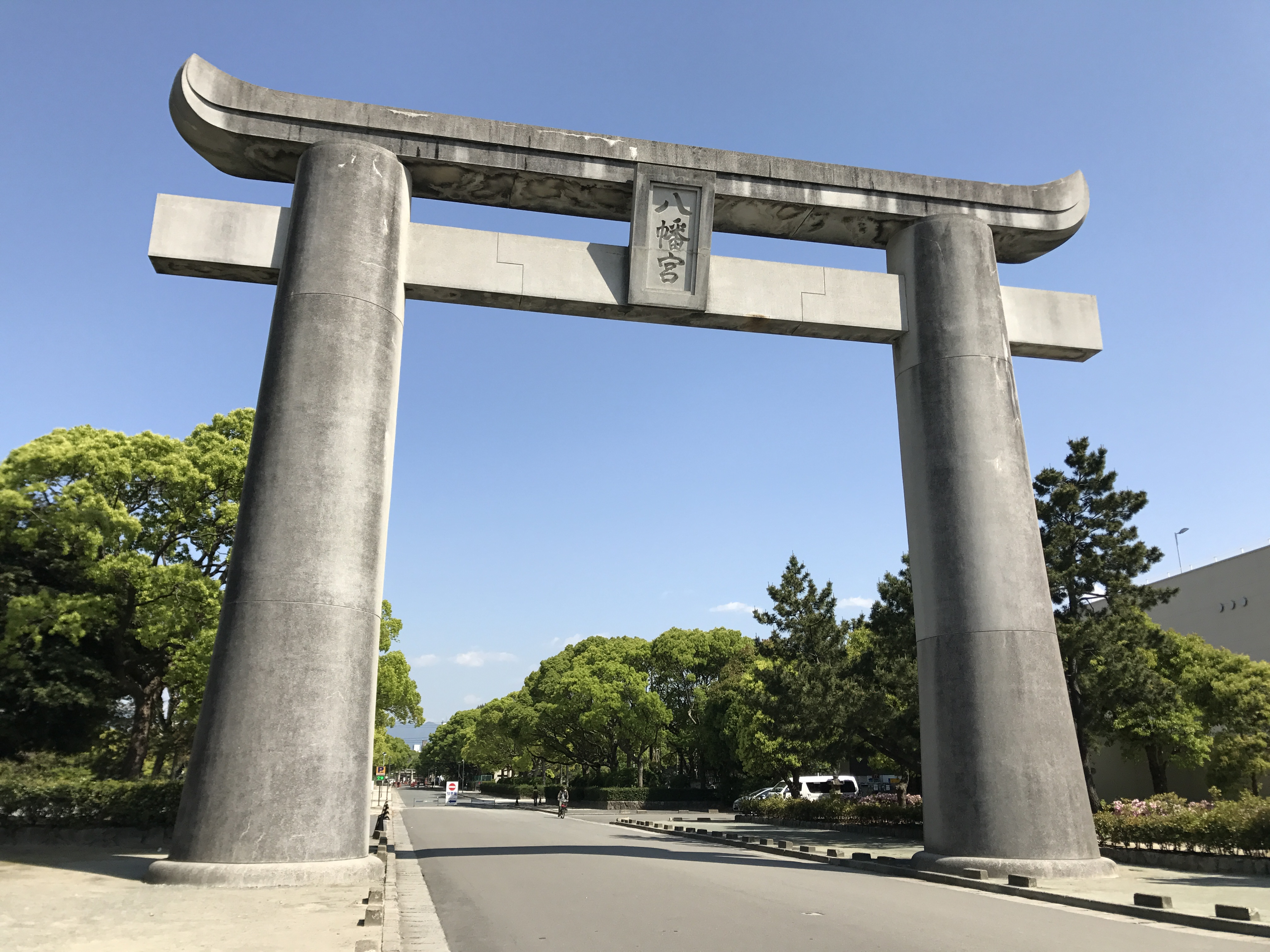
筥崎宮の大鳥居（2018年撤去）

九州大学箱崎地区が近くにあったこともあり、アパートや大型マンションのほか、昔からの民家などが多数ある。
- 筥崎宮
- 箱崎駅 - 九州旅客鉄道（JR九州）鹿児島本線
- 福岡市東区役所
- 福岡市東保健所
- 福岡県教育会館
- 福岡県看護協会ナースプラザ福岡
- 福岡県立図書館
- 福岡市立箱崎小学校
- 元寇防塁跡
- 花山 - 筥崎宮参道で営業している屋台。映画『君の膵臓をたべたい』（2017年）ではこの店で撮影が行われた[6]。
- 西鉄バス「箱崎」「箱崎浜」停留所
- クロスガーデン筥崎宮前
  - マックスバリュ筥崎宮前店
  - しまむら筥崎宮前店
  - ドラッグイレブン筥崎宮前店
- ルミエール箱崎店

## 西鉄宮地岳線 箱崎浜駅
現在の地下鉄箱崎宮前駅よりも海側の位置に存在し、博多湾鉄道汽船の箱崎宮前駅として開業した。西鉄宮地岳線の駅となったのち、1954年（昭和29年）3月5日に新博多（のち、千鳥橋） - 競輪場前（現・貝塚）間が標準軌に改軌され福岡市内線に組み込まれた際に箱崎浜に改称、1979年（昭和54年）2月11日の福岡市内線廃止に伴い廃止された。
ホームは相対式2面2線であった。

## 隣の駅
福岡市交通局
 箱崎線
馬出九大病院前駅 (H04) - 箱崎宮前駅 (H05) - 箱崎九大前駅 (H06)

### かつて存在した路線
西日本鉄道
宮地岳線（福岡市内線編入前）
西鉄博多駅 - 箱崎宮前駅 - 箱崎松原駅
宮地岳線（福岡市内線貝塚線）
浜松町電停 - 箱崎浜駅 - 網屋立筋電停